# Jon Vandervet
Jonathan „Jon“ Vandervet (* 10. Juli 1982 in Brantford) ist ein kanadischer Badmintonspieler. 

## Karriere
Jonathan Vandervet startete 2007 bei der Sommer-Universiade und 2010 bei den Commonwealth Games. Bei den Canada Games 2003 belegte er Rang zwei. 2009 siegte er bei den Washington State Open. 2010 wurde er nationaler Meister in Kanada. Im gleichen Jahr wurde er Dritter bei den Canadian International 2010.